# Afghanodesmatoidea
De Afghanodesmatoidea zijn een superfamilie van uitgestorven tweekleppigen uit de orde Afghanodesmatida.

## Taxonomie
De volgende families zijn bij de superfamilie ingedeeld:
- † Afghanodesmatidae Scarlato & Starobogatov, 1979
- † Eritropidae Cope, 2000